# Johan Falkberget
Johan Peter Falkberget (Røros, 30 settembre 1879 – Røros, 5 aprile 1967) è stato uno scrittore norvegese.
In uno stile aspro che riflette la realtà di un'esistenza difficile, Falkberget diede vita, nei suoi racconti e romanzi a personaggi e immagini tratti dalla sua esperienza, soprattutto dagli anni giovanili, quando lavorò nelle miniere di carbone del suo Paese.
Le sue opere sono incentrate su un forte senso sociale e su un intenso amore per la natura. Nel racconto autobiografico Alla luce della mia lampada di minatore (1948), ricordò con nostalgia la sua giovinezza.

## Opere
- Terre nere
- Presso le nevi eterne
- Eli figlia di Sjur
- Elisabetta di Jarnfield
- Il cacciatore d'orsi
- La quarta veglia
- Il pane della notte